# Gisukiro (periodiskt vattendrag)
Gisukiro är ett periodiskt vattendrag i Burundi.   Det ligger i provinsen Ngozi, i den centrala delen av landet, 80 kilometer nordost om huvudstaden Bujumbura.
Omgivningarna runt Gisukiro är en mosaik av jordbruksmark och naturlig växtlighet. Runt Gisukiro är det tätbefolkat, med 343 invånare per kvadratkilometer.